# Pycnodithella
Genre
Pycnodithella est un genre de pseudoscorpions de la famille des Tridenchthoniidae.

## Distribution
Les espèces de ce genre se rencontrent en Éthiopie et en Australie.

## Liste des espèces
Selon Pseudoscorpions of the World (version 3.0) :
- Pycnodithella abyssinica (Beier, 1944)
- Pycnodithella harveyi Kennedy, 1989

## Publication originale
- Beier, 1947 : Zur Kenntnis der Pseudoscorpionidenfauna des südlichen Afrika, insbesondere der südwest- und südafrikanischen Trockengebiete. Eos, Madrid, vol. 23, p. 285-339.